# Payabya
Payabya (Pushed Aside), jedna od bandi Oglala Indijanaca, šira skupina Teton, koji zajedno s bandama Kiyuksa i Tapishlecha čine Medvjedovu skupinu, Bear People, koja je slijedila starog poglavicu Bull Beara. 
Godine 1878. nalazili su se s ostale dvije navedene skupine na Medicine Root Creeku, ili u blizini, na području rezervata Oglala.
Izvorno oni su se nazivali Hunkpatila, a njihov poglavica bio je Man-Afraid-of-His Horse.